# Философия в Крыму
Философия в Крыму — это философская мысль, отдельные философы и школы, возникшие и развившиеся на территории Крымского полуострова. Сложный процесс формирования духовной культуры на территории Крыма приводил к тому, что философы творившие в Крыму создавали свои произведения в рамках разнообразных традиций и религиозно-мировоззренческих систем. Формирование крымских философских школ не носит непрерывного характера, а состоит из отдельных довольно замкнутых периодов.

## Античная философия в Крыму
Появление философии в Крыму относят к концу IV — началу III вв. до н.э. Первоначально зарождение крымских школ античной философии относят к Боспорскому царству. Известными боспорскими философами на данный момент являются:
- Дифил, сын Эвфанта (вторая половина IV — начало III в. до н.э.)
- Смикр (IV–III вв. до н.э.)
- Сфер Боспорский (около 281 — после 221 г. до н.э.)
- Боспорский аноним (середина III в. до н.э.)
- Гекатей (вторая половина I в. до н.э.)
- Стратоник, сын Зенона (конец I–первая половина II в. н.э.)
- Авл Ситесий (II в.н.э.)[3].

Наиболее титулованным и известным философом является Сфер Боспорский - создатель оригинальных концепций в логике, риторике, этике и политике.
После Боспора примерно в III в. до н.э. появляются первые философы в Херсонесе Таврическом. Появление философии в этом городе связано с именем историка Сириска. В целом же считается, что философия в Херсонессе Таврическом была менее развита нежели на Боспоре. Основные интеллектуальные усилия херсонеситы уделяли истории, драматургии, юриспруденции, а философия оставалась вспомогательной дисциплиной.

## Средневековая философия в Крыму
Средневековая философия Крыма развивалась в двух направлениях: Христианская философия поздней Римской империи, а затем Византии и Исламская философия Крымского ханства. Обе традиции тесно переплетаются с богословием, что характерно для любой средневековой философии как Христианского Запада, так и мусульманского Востока. 
Римские и Византийские философы-богословы.
- Климент Римский
- Мартин Исповедник
- Иоанн Готский

Исламские философы Крымского ханства.
- Шараф аль-Кырыми
- Ахмада бин ’Абд Аллага аль Кырыми
- Ибрагим бин Хакк бин Мухаммад аль-Кырыми
- Куллийят Абу ль-Бака’ аль-Кафауви[7]
- Мухаммад аль-Кафауви[8]

## Крымская философия XIX - начала XX вв.
В девятнадцатом веке в Крыму появляется и начинает работать плеяда светских философов. Создаются оригинальные философские концепции, которые оказали значительное влияние на развитие как российской, так и мировой философии.

В Крыму создает свое исследование «Россия и Европа» Николай Яковлевич Данилевский. Произведение оказало значительное влияние на развитие историософии, философии истории и геополитики.
Во второй половине девятнадцатого века формирует в Крыму свое мировоззрение джадидизма Исмаил Гаспринский. Мыслитель работает в жанре публицистики, уделяя много внимания вопросам этики, геополитики, философии религии.
В начале XX века - один из пиков развития крымской философской мысли. В Крыму часто бывают с творческими поездками, работают и творят выдающиеся философы того времени:
- Павел Новгородцев
- Лев Шестов
- о. Сергий Булгаков
- Николай Алексеев
- Максимилиан Волошин

В Крыму формируется учение Владимира Ивановича Вернадского о ноосфере. Во многом взлет философской мысли в этот период связан с созданием на полуострове в 1918 году Таврического университета и началом академического преподавания философии в Крыму. В 20-х годах XX века университетское преподавание философии в Крыму было закрыто.

## Советский период развития Крымской философии
Весной 1961 году в Крыму вновь открывается академическое изучение и преподавание философии. Создается кафедра философии при Крымском педагогическом институте. Наиболее видной фигурой советского периода развития крымской университетской философии стал Аркадий Тихонович Шумилин. Большой резонанс в научной жизни Советского Союза получили его всесоюзные семинары по философии творчества.
С Крымом тесно связана биография Валерия Николаевича Сагатовского, создателя концепции Антропокосмизма. В 1984 по 1991 году он заведовал кафедрой философии Симферопольского университета. 
Большим популяризатором философии, автором исторических романов-бестселлеров, где главными героями выступали видные философы античности стал крымский писатель Анатолий Иванович Домбровский. В цикл его литературно-философских романов входят такие произведения, как: «Тритогенея Демокрита» («Детская литература», 1980); «Сад Эпикура» («Детская литература», 1983); «Чаша цикуты» («Армада», 1997); «Великий Стагирит» (роман «Армада», 1998); «Платон, сын Аполлона» («Армада», 1998). Домбровский является также автором серьезных философских романов посвященных проблемам истины и красоты . 
Постсоветский период развития Крымской философии
Университетская философия: 
- Диана Берестовская
- Феликс Лазарев
- Владимир Николко
- Игорь Кальной
- Алексей Шоркин
- Олег Габриелян

Религиозная философия:
- епископ Нестор (Доненко)